# Fatigue
Fatigue ([faˈtiːɡ], englisch/französisch ‚Müdigkeit‘, ‚Ermüdung‘, ‚Abgespanntheit‘, ‚Erschöpfung‘), selten auch Fatigue-Syndrom, bezeichnet in der Medizin ein Symptom oder eine Gruppe mehrerer Symptome und begleitet oft verschiedene, meist dauerhafte Erkrankungen. Eine allgemeine Definition liegt bislang nicht vor. Fatigue wird häufig als krankhafte und unverhältnismäßige körperliche Erschöpfung und Erschöpfung der geistigen Leistungsfähigkeit, Entkräftung oder Verlust an Muskelkraft beschrieben. Sie ist nicht Ergebnis einer anhaltenden oder übermäßigen Anstrengung und bessert sich nicht durch Ruhe. Fatigue führt zu einer erheblich beeinträchtigten Fähigkeit, Aktivitäten des alltäglichen Lebens auszuüben.
Die Codierung in der Internationalen statistischen Klassifikation der Krankheiten richtet sich nach der Grunderkrankung. Wenn keine Grunderkrankung vorhanden ist, ist gemäß ICD-10 der Diagnoseschlüssel Unwohlsein und Ermüdung (R53) anzuwenden. Nach ICD-11 wird Fatigue (MG22) codiert. Die Myalgische Enzephalomyelitis/das Chronische Fatigue-Syndrom (ME/CFS) (ICD-10: G93.3, ICD-11: 8E49) ist eine eigenständige Erkrankung.

## Definition
Bisher gibt es keine einheitliche Definition von Fatigue. Die Wahrnehmung von Fatigue ist individuell und kann sich in Abhängigkeit von der zugrundeliegenden Ursache unterscheiden. Auch Ausprägung und Dauer einer Fatigue sind verschieden. Beschrieben wird sie entweder als Symptom oder als Symptomenkomplex. Fatigue wird oft als multidimensional bezeichnet, das heißt, sie wirkt sich (teilweise zeitgleich) auf mehrere Bereiche des Körpers aus. Sie umfasst vor allem körperliche Fatigue und Fatigue, die die geistige Leistungsfähigkeit herabsetzt, aber auch motivationale und emotionale Fatigue. Charakteristisch für Fatigue ist, dass sie nicht durch anhaltende oder übermäßige Anstrengung ausgelöst wird, sich nicht durch gewöhnliche Erholungsmaßnahmen verbessert und die Fähigkeit, den Alltag zu bewältigen, maßgeblich beeinträchtigt. Fatigue tritt oft unvorhersehbar auf.
Häufig wird Fatigue mit Müdigkeit oder Erschöpfung übersetzt. Sie ist jedoch krankhaft und unverhältnismäßig und wird von einem alltagssprachlichen Verständnis dieser Begriffe abgegrenzt. Unterschieden wird auch zwischen Fatigue und Fatigability. Fatigability wird durch körperliche oder geistige Belastung ausgelöst und umfasst messbar nachlassende körperliche oder geistige Leistungsfähigkeit. Manchmal wird Fatigability als Teil von Fatigue aufgeführt.
Fatigue wird als körperliche Schwäche, Entkräftung oder Verlust an Muskelkraft beschrieben, ist aber keine Muskelschwäche im Sinne einer Muskelerkrankung oder neurologischen Erkrankung. Weitere Beschreibungen sind unter anderem: ein gesteigertes Erholungsbedürfnis, das Fehlen von Energie, aber auch fehlende Konzentrationsfähigkeit. Fatigue, die länger als sechs Monate besteht, wird als chronische Fatigue bezeichnet.
Fatigue wird teilweise nach ihrer Ursache begrifflich unterschieden. So sind z. B. die Bezeichnungen krebsassoziierte Fatigue, Multiple-Sklerose-bedingte Fatigue oder postinfektiöse Fatigue üblich. Auch die Definitionen können sich krankheitsspezifisch unterscheiden. Im englischsprachigen Raum wird der Begriff Fatigue darüber hinaus bei gesunden Personen verwendet, um einen Zustand nach erhöhter körperlicher Belastung zu beschreiben, der sich durch Ruhe bessert.

## Ursachen
Fatigue hat eine Vielzahl an möglichen Ursachen. Sie kann im Rahmen einer bestehenden Grunderkrankung auftreten, darunter vor allem kardiopulmonale (Herz-Lungen-Erkrankungen), endokrinologische, Krebs- und Autoimmunerkrankungen sowie Störungen des autonomen Nervensystems, oder durch die Einnahme bestimmter Medikamente entstehen oder durch diese verstärkt werden. Dazu gehören Antihistaminika, Antihypertensiva, neuropsychiatrische Medikamente und Immunsuppressiva. Es ist zudem möglich, dass keine zugrundeliegende Ursache für eine bestehende Fatigue ausfindig gemacht werden kann.
Beispiele für Erkrankungen, die mit Fatigue einhergehen können, sind:
| Kategorie                         | Beispiele |
| --------------------------------- | --- |
| Chronisch-somatische Erkrankungen | Herzinsuffizienz, Sarkoidose, chronisches Nierenversagen, als Folge eines Schlaganfalls, Multiple Sklerose, Parkinson, Rheumatoide Arthritis, Epilepsie, Myasthenia gravis, Fibromyalgie, Sjögren-Syndrom, Lupus erythematodes, Mastzellaktivierungssyndrom, Narkolepsie |
| Krebserkrankungen                 | krebsassoziiert, als Folge der Krebstherapie |
| Psychische Erkrankungen           | Depression, Angststörung, Schizophrenie, autistischer Burnout |
| Sonstige                          | postinfektiös, postoperativ, Schlafstörungen, Anämie, Eisenmangel, Umwelteinflüsse |

Davon abzugrenzen ist die Myalgische Enzephalomyelitis/das Chronische Fatigue-Syndrom (ME/CFS). Dies ist eine eigenständige Erkrankung mit dem Leitsymptom post-exertionelle Malaise (PEM). Unter Fatigue fällt weiterhin nicht das Burn-out-Syndrom. Emotionale Fatigue kann ein Symptom von Burn-out sein.

## Epidemiologie
Laut einer Übersichtsarbeit mit Erhebungen aus mehreren Ländern gaben 15 % der Erwachsenen und 6 % der Kinder und Jugendlichen an, Fatigue zu erleben. 10 % der Erwachsenen und 1,5 % der Kinder und Jugendlichen beschrieben chronische Fatigue. Medizinisch unerklärte Fatigue wurde dabei häufiger beschrieben als Fatigue, die auf eine bekannte Ursache zurückzuführen ist. In Deutschland sind etwa 11 % der Menschen von seit mindestens einem Monat bestehender unerklärter Müdigkeit betroffen (Prävalenz). Weibliches Geschlecht, jüngeres Alter, niedriger sozioökonomischer Status und geringe körperliche Aktivität sind mit dem Symptom assoziiert. Bei dem Vorliegen einer Autoimmunerkrankung gaben in einer US-amerikanischen Umfrage 98 % der Befragten an, von Fatigue betroffen zu sein.

## Fatigue und Krebs

### Ursachen
Krebsassoziierte Fatigue wird durch die Erkrankung selbst oder im Zusammenhang mit der Krebstherapie ausgelöst. Sie hält teilweise Monate bis Jahre über den Behandlungszeitraum hinaus an.

### Pathophysiologie
Die Entstehung und die Entwicklung der Fatigue bei Krebs sind bislang nicht eindeutig geklärt. Diskutiert werden unter anderem Entzündungsprozesse (eine Fehlfunktion inflammatorischer Zytokine) sowie Störungen der Hypothalamus-Hypophysen-Achse, des Stoffwechsels (im Zusammenhang mit krankhaftem Gewichtsverlust) und des Nervensystems. Überwiegend wird von einer multifaktoriellen Genese ausgegangen, an der bei Krebskranken auch psychologische Faktoren, Blutbildveränderungen und Ernährungseinflüsse beteiligt sind.

### Therapie
Therapeutisch wird in der Onkologie in erster Linie zu einem Ausgleich einer evtl. bestehenden Blutarmut (Anämie) gegebenenfalls auch durch Bluttransfusionen und zu einem vorsichtig dosierten körperlichen Ausdauertraining geraten. Auch Yoga und andere Bewegungstherapien können einen positiven Effekt bei Fatigue haben.

## Postinfektiöse Fatigue

### Ursachen
Im Anschluss an virale Infektionserkrankungen wie unter anderem dem Pfeifferschen Drüsenfieber, der Influenza (echte Grippe) oder COVID-19 kann es zu einer postinfektiösen (auch postviralen) Fatigue kommen, die wochen- oder monatelang anhalten kann. Darüber hinaus kann postinfektiöse Fatigue nach einer bakteriellen Infektion mit z. B. Borrelien auftreten.
Fatigue ist ein häufiges Symptom von Long COVID bzw. des Post-COVID-Syndroms. Sie kann als einzelnes Symptom auftreten, wird aber oft mit weiteren Symptomen assoziiert, darunter Schlafstörungen wie unerholsamer Schlaf, zunehmenden Schmerzen und einer Abnahme der geistigen Leistungsfähigkeit (englisch brain fog). Fatigue ist ebenfalls ein Symptom der Myalgischen Enzephalomyelitis/des Chronischen Fatigue-Syndroms (ME/CFS). ME/CFS kann durch eine Infektion mit verschiedenen Erregern ausgelöst werden. Neben dem Vorliegen weiterer Symptome muss Fatigue bei ME/CFS mindestens sechs Monate bestehen. Auch im Rahmen von HIV wird Fatigue häufig beschrieben.
Infolge einer Infektionserkrankung kann es zu einer Störung des autonomen Nervensystems, unter anderem in Form eines posturalen (orthostatischen) Tachykardiesyndroms oder einer orthostatischen Hypotonie, kommen. Auch hier kann Fatigue begleitend auftreten.
Teilweise werden postakute Infektionssyndrome Fatigue-Syndrome genannt. Meist liegt jedoch eine Vielzahl weiterer Symptome vor.

### Pathophysiologie
Die genauen Mechanismen, die zur Entstehung und Entwicklung von postinfektiöser Fatigue führen, sind unbekannt. Diskutiert werden unter anderem Störungen des Immunsystems, Entzündungsprozesse, das Verbleiben von Viren im Körper sowie Fehlfunktionen der Mitochondrien und eine reduzierte Energieversorgung der Muskeln.

### Therapie
Wenn postinfektiöse Fatigue als Einzelsymptom auftritt, bildet sie sich oft von selbst zurück. Tritt Fatigue im Rahmen einer post-exertionellen Malaise (PEM) auf, gilt es die PEM zu berücksichtigen, um eine (dauerhafte) Zustandsverschlechterung zu vermeiden und eine Chronifizierung zu verhindern. Betroffenen wird ein individuelles Energiemanagement (Pacing) empfohlen. Ohne das Vorliegen von PEM kann nach Ausschluss anderer Erkrankungen eine langsame körperliche Aktivierung erfolgen. Auf das Vorhandensein weiterer Symptome ist zu achten.

## Seafarer Fatigue
Seafarer Fatigue beschreibt eine Verringerung der körperlichen und/oder geistigen Leistungsfähigkeit von Seeleuten und ist einer der Schwerpunkte im Bereich der Maritimen Medizin. Es handelt sich um einen Symptomenkomplex und keine eigenständige Diagnose. Seafarer Fatigue entsteht als Reaktion auf Belastungen aus der Arbeits- und Lebensumgebung auf einem Schiff. Die gesundheitlichen Folgen von Seafarer Fatigue sind neben psychosozialen Auswirkungen auch ein erhöhtes Risiko für chronische Erkrankungen (unter anderem Herz-Kreislauf-Erkrankungen) und psychische Erkrankungen.

## Leitlinien
- S3-Leitlinie Müdigkeit der Deutschen Gesellschaft für Allgemeinmedizin und Familienmedizin. In: AWMF online (Stand Dezember 2022)